# Tahirih

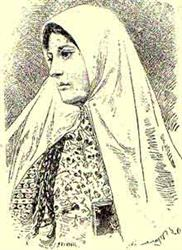
Tahirih, iransk poet och en av förgrundsfigurerna inom Bahá'í-tron Dog martyrdöden 1852.

Tahirih (arabiska för "Den rena", alternativ stavn: Tahareh, född som Fátimih Baraghání 1819, död i augusti 1852, var en persisk poet, feminist, och den enda av profeten Bábs lärjungar (Den Levandes Bokstäver) som var kvinna. Hon var den första allmänt kända kvinnan i den muslimska världen som tog av sig slöjan offentligt. Hennes födelseår är inte helt säkerställt då de iranska myndigheterna gjort allt för att utplåna henne ur historien, men 1819 är det födelseår som uppges av Santa Monica College i USA.

## Biografi
Religionsgrundaren Báb gav Tahirih titeln Tahirih, Den rena, en tid efter att hon anslutit sig till Bábí-rörelsen 1844. Hon debuterade som poet under 1840-talet, och rankas idag som en av 1800-talets främsta persiska poeter. Hon skrev dessutom innan hon fyllt 30 vetenskapliga uppsatser på flera områden och föreläste. 
Hennes framträdanden var möjliga i det stränga, religiösa samhället genom att hon satt dold bakom ett förhänge när hon kommunicerade med den persiska religiösa eliten, som bara bestod av män, i den heliga staden Karbala. Hon var mycket välutbildad i både persisk och arabisk filosofi och kunde förmodligen Koranen utantill på bägge språken. Hon tolkade emellertid inte religionen som det etablerade prästerskapet, utan hävdade exempelvis att egendom är stöld samt att Gud och varje profet älskat de fattiga, små och svaga. Med stöd i Koranen argumenterade hon för kvinnans jämställdhet med mannen. Dessa uppfattningar gick väl ihop med babismen – en ny religiös rörelse som börjat sprida sig i Iran. Efter att Báb år 1844 proklamerat att han var "Porten" till en ny världsordning som skulle inledas med en profet kallad Herrens Härlighet – Bahá'u'lláh – blev hon en av Bábs trognaste lärjungar. 
Báb förbjöd polygami och hävdade ömsesidigt val och samtycke som grund för äktenskapet. Dessutom avskaffade Báb tvånget för kvinnor att bära slöja. Bábs reformförslag nådde så stor spridning att såväl det religiösa som det världsliga etablissemanget reagerade. Bab arresterades och förblev fängslad tills han avrättades som 30-åring.
Enligt nutida historiker är det Tahirihs förtjänst att bahá'í blev en självständig religion. Medan hon höll sig gömd i Teheran verkade hon för att babihängare skulle mötas för att ta ställning till om rörelsen skulle betrakta sig som en reformriktning inom shiaislam eller som en ny religiös tro. Ledaren Báb satt i fängelse, men 81 ledande babier sammanstrålade i nordöstra Iran. Efter långa diskussioner lyckades Tahareh övertyga de närvarande om att babismen skulle bryta med islam. Konventioner som böneritual, fasta och religiöst betingade skatter skulle avskaffas. Det nya budskapet skulle föras ut offentligt för att vinna anslutning bland de breda lagren. Medan hon talade till församlingen rev hon ner förhänget som hållit henne dold, och visade sig då utan den obligatoriska slöjan. Det var en symbolisk gest för att markera vikten av öppenhet i trosfrågor. Efter detta möte började myndigheterna förfölja och slakta babierna, och Tahirih själv fängslades. Men när den från Iran utvisade Bahá'u'lláh senare, under 1860-talet, omvandlade babismen till bahá'í var rörelsen redan en självständig religion – en tro som idag räknar närmare sju miljoner anhängare och som finns i jordens alla länder. 
I sitt hemland Iran blev hon avrättad 1852, två år efter det att Báb arkebuserats och tiotusentals babier också blivit martyrer, och, som alla babier, på ett mycket grymt sätt. Man förde ner en sjal i hennes hals och kastade henne levande ner i en brunn som därefter fylldes med stenar och jord. Sedan har Irans myndigheter gjort allt för att radera hennes gärning och det hon skrivit ur historien.

## Eftermäle
Tahirih satte således med sin starka personlighet också sin prägel på babismen/bahá'í, en religion som bannlystes medan hon levde och som fortfarande är förbjuden i Iran. På grund av de iranska makthavarnas systematiska förstörande av alla dokument och minnesmärken som stämplats som bahá'í har det mesta av vad hon skrev gått förlorat.